# Поліньяк Іраклій Іраклійович
Поліньяк Іраклій Іраклійович (Héraclius Auguste Gabriel de Polignac; 2 серпня 1788 — 7 липня 1871) — граф, французький емігрант, полковник у відставці, учасник декабристського руху в Україні.

Учасник французько-російської війни 1812 (Бородіно — контужений в голову і нагороджений орденом Анни 2 ст. з алмазами) і закордонних походів (Лютцен, Бауцен — нагороджений орденом Володимира 3 ст., Дрезден, Кульм, Лейпциг), полковник — 20.1.1813.

Командир Апшеронського піхотного полку — 14.1.1814.

Дозволено виїхати до Франції — 8.8.1817, звільнений від служби — 11.7.1818.

Після звільнення у відставку не поривав зв'язків з армійським середовищем і приєднався до таємного «Союзу благоденства», де перебував у складі Тульчинської філії до 1824, коли виїхав до Франції з дорученням встановити зносини декабристів з французькими лібералами. Після придушення повстання декабристів в Росію вже не повернувся.